# Homo sum, humani nihil a me alienum puto

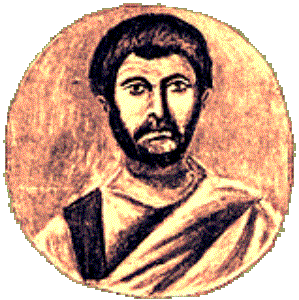
Terențiu

Homo sum, humani nihil a me alienum puto este o expresie în latină care înseamnă „Sunt om, nimic din ce este omenesc nu-mi este străin”.
Este o frază care provine din Publius Terentius Afer (c. 184 î.Hr. - ~ 159 î.Hr.), din comedia sa Heautontimorumenos (Cel ce se pedepsește singur), din anul 165 î.Hr., unde este pronunțată de personajul Cremes pentru a-și justifica amestecul.
Cu toate acestea, citatul a rămas pentru posteritate ca o justificare a ceea ce ar trebui să fie comportamentul uman.
Expresia este frecvent legată de mândrie; totuși, în general reflectă smerenie și acceptarea propriilor posibile greșeli, similar cu expresiile „a greși e omenește” și „cine este fără de păcat să arunce primul piatra”.

## Analiza gramaticală
Textul conține două propoziții declarative cu următorul sens literal:
- Homo: substantiv masculin singular, la cazul nominativ, pronunțat în latină Homo, hominis și care înseamnă „om”.
- sum: persoana întâi singular a indicativului prezent al verbului sum, fui, esse, care înseamnă „eu sunt”.
- humani: adjectiv din prima clasă sau grup, genitiv singular neutru, în latină humanus, a, um, care înseamnă „omenesc”.
- nihil: substantiv singular neutru, la acuzativ, care se pronunță în latină ca nihil, nihilis și înseamnă „nimic”.
- a: prepoziție care guvernează ablativul în complementul său, care înseamnă în mod normal „de”, dar care în acest context poate fi tradus ca „pentru”.
- me: pronume personal în cazul ablativ introdus de prepoziția anterioară, care înseamnă „mie, îmi, mi”.
- alienum: adjectiv din primul grup sau clasa, la acuzativ singular neutru, care în latină se pronunță alienus, a, um și care înseamnă „străin”.
- puto: verb de la prima formă de conjugare la persoana I singular a indicativului prezent activ, care în latină se pronunță Puto, putas, putare, putavi, putatum și înseamnă „Gândesc” sau „Consider”.